# پال تیبتس
پال وارفیلد تیبتس جونیور (به انگلیسی: Paul Warfield Tibbets Jr.) (۲۳ فوریه ۱۹۱۵ – ۱ نوامبر ۲۰۰۷) یک سرتیپ در نیروی هوایی ایالات متحده آمریکا بود. شهرت او بیشتر به خاطر این است که کاپیتان هواپیمای بوئینگ بی-۲۹ سوپرفورترس معروف به انولا گی بود که بمب پسر کوچک را بر روی هیروشیما انداخت. این بمب نخستین جنگ‌افزار هسته‌ای بود که در جنگ استفاده می‌شد.
تیبتس در سال ۱۹۳۷ در نیروی زمینی ایالات متحده آمریکا نام‌نویسی کرد و در سال ۱۹۳۸ خلبان شد. در فوریهٔ ۱۹۴۲، او افسر فرماندهٔ گروه بمباران ۹۷ شد که مجهز به بوئینگ بی-۱۷ فلاینگ فورترس بودند. در ژوئیهٔ ۱۹۴۲، گروه ۹۷ اولین گروه بمباران سنگین بود که به عنوان بخشی از نیروی هوایی هشتم مستقر شد و تیبتس معاون فرماندهٔ گروه شد. او در ۱۷ اوت ۱۹۴۲ در اولین مأموریت آمریکا در نور روز بمب‌افکن سنگین علیه اروپای تحت اشغال آلمان نازی پرواز کرد. تیبتس در جابجایی سرلشکر مارک دبلیو. کلارک و سپهبد دوایت آیزنهاور به جبل‌الطارق نیز خلبان هواپیمایشان بود. وی پس از انجام ۴۳ مأموریت جنگی، دستیار عملیات بمب‌افکن در نیروی هوایی دوازدهم شد.
تیبتس در فوریهٔ ۱۹۴۳ برای کمک به توسعهٔ بوئینگ بی-۲۹ سوپرفورترس به ایالات متحده بازگشت. در سپتامبر ۱۹۴۴ به فرماندهی گروه ۵۰۹ مرکب که رهبری بمباران اتمی هیروشیما و ناگاساکی را بر عهده داشت منصوب شد. پس از جنگ، او در اواسط سال ۱۹۴۶ در آزمون‌های عملیات تقاطع جنگ‌افزار هسته‌ای در اواسط سال ۱۹۴۶ شرکت کرد و در توسعهٔ بوئینگ بی-۴۷ استراتوجت مشارکت داشت. او در اواخر دههٔ ۱۹۵۰ فرماندهی لشکر ششم هوایی را بر عهده داشت و از سال ۱۹۶۴ تا ۱۹۶۶ وابسته نظامی در هند بود. پس از ترک نیروی هوایی در سال ۱۹۶۶ او برای نت‌جتس کار کرد و از سال ۱۹۷۶ تا زمان بازنشستگی در سال ۱۹۸۷ در هیئت مدیره و به عنوان رئیس آن خدمت کرد.

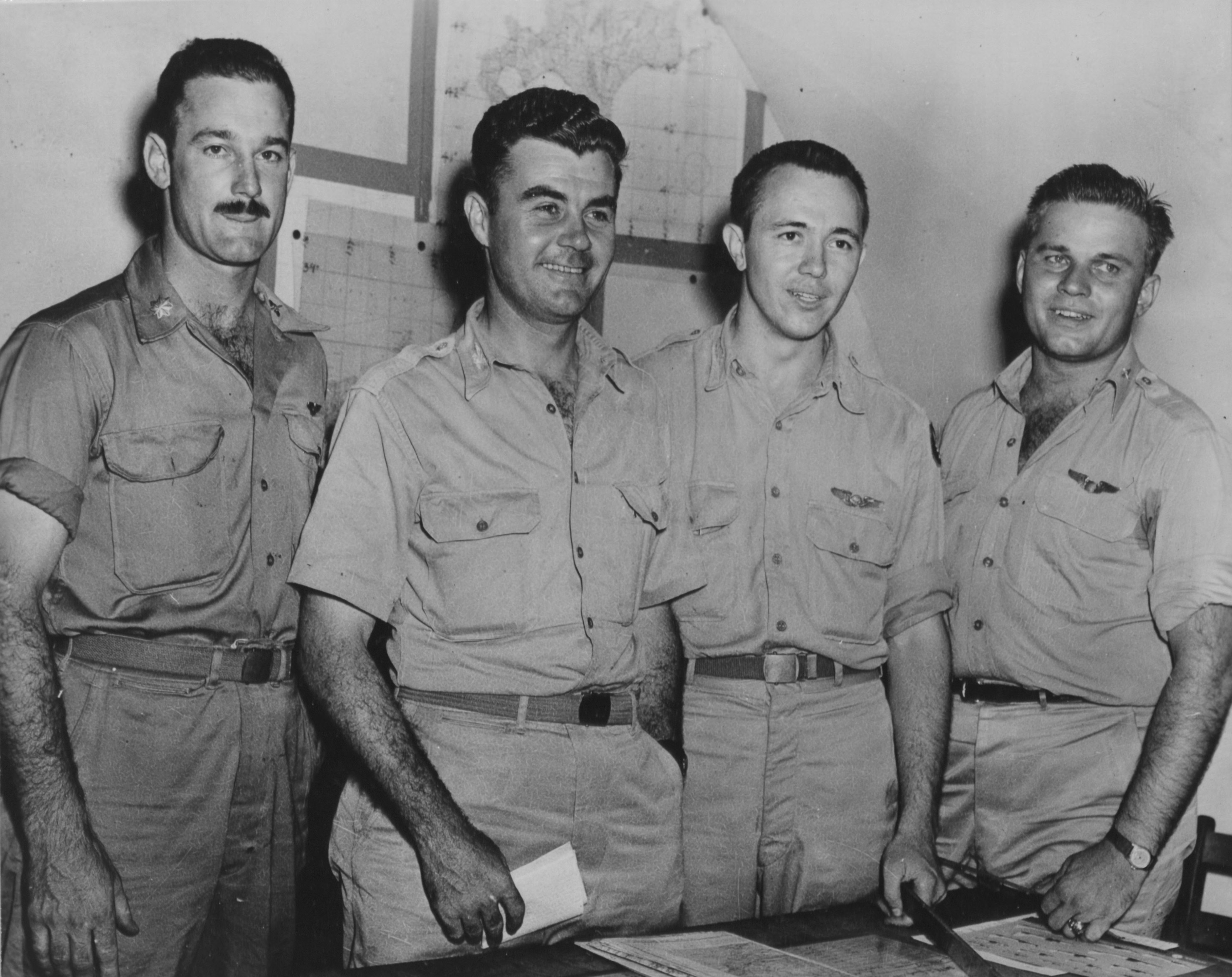
پل تیبت نفر دوم از چپ

او دربارهٔ انداختن بمب گفت:
اشتباه کردم.»
او در مصاحبه‌ای دربارهٔ خود گفته بود:
از اینکه زندگی را با هیچ شروع کردم و توانستم برای آن برنامه‌ریزی کنم و به نتیجه برسم به خود می‌بالم. حالا شب‌ها خواب راحت دارم.
او در شهر کوئینسی در ایالت ایلینوی به دنیا آمد. وی در سن ۹۲ سالگی در خانه‌اش در شهر کلمبوس ایالت اوهایوی آمریکا درگذشت.